# Bologna Corticella
Bologna Corticella (włoski: Stazione di Bologna Corticella) – stacja kolejowa w Bolonii, w dzielnicy Corticella, w regionie Emilia-Romania, we Włoszech. Znajdują się tu 3 perony. Leży na linii Padwa-Bolonia.